# Adesmus quadricinctus
Adesmus quadricinctus là một loài bọ cánh cứng trong họ Cerambycidae.